# Cisto pilonidal
Um cisto pilonidal (também denominado abscesso pilonidal) é um cisto ou abscesso próximo à divisão das nádegas abaixo do cóccix que frequentemente contém pelos ou restos de pele.

## Etimologia
Pilonidal significa "ninho de pelos" e é derivado das palavras latinas para pelo ("pilus") e ninho ("nidus"). O termo foi usado por Herbert Mayo por volta de 1830. R.M. Hodges foi o primeiro médico a usar o termo "pilonidal cyst" para descrever a condição em 1880.

## Descrição
Os cistos pilonidais podem ser dolorosos, atingindo os homens com mais frequência que as mulheres, ocorrendo de forma típica entre o período de 15 a 24 anos.  Embora normalmente se localizem próximos ao cóccix, os cistos pilonidais podem também atingir o umbigo, as axilas ou o pênis, embora tais ocorrências sejam muito mais raras.
Algumas pessoas com cisto pilonidal podem se mostrar assintomáticas e conviverem com o problema por vários anos.

### Seio pilonidal
Um  pequeno canal pode se original da fonte de infecção e atingir a superfície da pele. O material oriundo do cisto pode sair através dele. Um cisto pilonidal é normalmente doloroso mas , com a drenagem, é possível que a pessoa não sinta dor.

## Causas
Uma das causas especuladas para os cistos pilonidais é a presença de pelos que crescem dentro do corpo.  Acredita-se que o ato de se sentar excessivamente possa predispor as pessoas à condição porque isto exerce pressão sobre a região do cóccix. Não se acredita que traumas possam causar um cisto pilonidal; entretanto, um evento dessa natureza pode resultar em inflamação de um cisto já existente. Há casos nos quais um cisto se desenvolveu meses após um ferimento localizado naquela área. Alguns pesquisadores propuseram a possibilidade de que os cistos pilonidais possam ser o resultado de uma depressão pilonidal congênita. A transpiração excessiva também pode contribuir para o surgimento de um cisto pilonidal.
Tal condição foi comum no Exército dos Estados Unidos durante a Segunda Guerra Mundial. Mais de 80% dos soldados diagnosticados com cisto pilonidal precisaram ser hospitalizados. A doença foi apelidada como "Jeep riders' disease" ("Doença dos condutores de jipes") porque grande parte das pessoas que foram hospitalizadas com o cisto tiveram-no após andar longos percursos em jipes que pulavam muito, tendo tal sido a causa para o aparecimento de cistos pilonidais em função da irritação e da pressão exercida sobre o cóccix.

## Tratamento
O tratamento pode incluir terapia com antibióticos, compressas quente e aplicação de cremes depilatórios.
Em casos mais severos, o cisto pode ser drenado ou submetido à excisão cirúrgica, junto com o seio pilonidal. Na fase pós-cirúrgica, o uso de curativos trocados diariamente pode ser necessário por quatro a oito semanas. Em alguns casos, pode ser necessário um ano para a completa reconstituição do tecido local. Às vezes, o cisto pode ser fechado por sutura.
Os cirurgiões também podem fazer a excisão do seio pilonidal e reconstituir a região, feita sob anestesia geral. Esta forma é usada para casos mais complicados ou com recorrência, deixando poucas cicatrizes e nivelando a região entre as nádegas, reduzindo o risco de recorrência.
Um novo e menos destrutivo tratamento é retirar o canal e preenchê-lo com uma cola à base de fibrina. Esta técnica tem a vantagem de causa muito menos dor que os métodos cirúrgicos tradicionais, também permitindo que a pessoa retorne às suas atividades normais após um ou dois dias na maioria dos casos

## Outros diagnósticos
Um cisto pilonidal pode se parecer com um cisto dermoide ou algum tipo de teratoma. Em particular, um cisto pilonidal no início da fenda entre as nádegas pode se parecer com um teratoma sacrococcígeo. Um diagnóstico correto é importante porque todos os teratomas exigem uma completa excisão cirúrgica e consultas com médicos oncologistas.